# Kanton Imphy
Kanton Imphy (francouzsky Canton d'Imphy) je francouzský kanton v departementu Nièvre v regionu Burgundsko. Tvoří ho šest obcí.

## Obce kantonu
- Chevenon
- Gimouille
- Imphy
- Magny-Cours
- Saincaize-Meauce
- Sauvigny-les-Bois